# The Ataris
The Ataris (читается «атарис») — американская рок группа из города Андерсон, штата Индиана, основана в 1995 году. Текущий состав группы: Кристофер Ро (вокал, ритм-гитара), Брайан Нельсон (бас-гитара), Томас Холст (соло-гитара), Ник Тернер (барабаны).
На сегодняшний день группа выпустила пять студийных альбомов, самым успешным из которых является «So Long, Astoria» 2003 года, получивший статус золотого альбома.

## Состав группы

### Нынешний состав группы
- Кристофер Ро — вокал, ритм-гитара (с 1995 по настоящее время)
- Брайан Нельсон — бас-гитара (с 2008 по настоящее время)
- Томас Холст — соло-гитара (с 2011 по настоящее время)
- Ник Тернер — барабаны

### Бывшие участники группы
- Марко ДеСантис — бас-гитара (1996—1997)
- Деррик Плорд — барабаны (1996—1997)
- Патрик Райли — гитара (1998)
- Марко Пина — гитара (1998—2001)
- Джозеф Фаррелла — гитара (2003—2005)
- Пол Карабелло — гитара, бэк-вокал (2005—2007)
- Шон Хансен — бас-гитара, бэк-вокал (2005—2007)
- Ангус Кук — виолончель (2005—2007)
- Шейн Чиклес — барабаны (2005—2007)
- Крис Свайни — соло-гитара (2008—2010)
- Джейк Двидженс — барабаны (2008—2011)
- Аарон Глэс — соло-гитара (2010—2011)
- Роб Фелиситти — соло-гитара (2010—2011)
- Боб Хог — барабаны, клавишные, бэк-вокал (2005—2012)
- Джон Коллура — гитара, фортепиано, бэк-вокал (2001—2007, 2013—2014, во время тура «So Long Astoria Re-Union»)
- Майк Давенпорт — бас-гитара (1998—2005, 2013—2014, во время тура «So Long Astoria Re-Union»)
- Крис Кнапп — барабаны (1998—2005, 2013—2014, во время тура «So Long Astoria Re-Union»)

## Дискография

### Студийные альбомы
| Название                                    | Детали альбома                                                                              | Позиция в чартах | Позиция в чартах | Позиция в чартах | Позиция в чартах | Позиция в чартах | Продажи         |
| Название                                    | Детали альбома                                                                              | US               | AUS              | CAN              | JPN              | UK               | Продажи         |
| ------------------------------------------- | ------------------------------------------------------------------------------------------- | ---------------- | ---------------- | ---------------- | ---------------- | ---------------- | --------------- |
| Anywhere but Here                           | - Релиз: 29 апреля 1997 (США) - Лейбл: Kung Fu - Формат: CD, LP, Цифровая дистрибуция       | —                | —                | —                | —                | —                |                 |
| Blue Skies, Broken Hearts...Next 12 Exits   | - Релиз: 13 апреля 1999 (США) - Лейбл: Kung Fu - Формат: CD, CS, LP, Цифровая дистрибуция   | —                | —                | —                | —                | —                |                 |
| End Is Forever                              | - Релиз: 6 февраля 2001 (США) - Лейбл: Kung Fu - Формат: CD, LP, Цифровая дистрибуция       | —                | —                | —                | —                | —                |                 |
| So Long, Astoria                            | - Релиз: 4 марта 2003 (США) - Лейбл: Columbia - Формат: CD, LP, Цифровая дистрибуция        | 24               | 38               | —                | 45               | 92               | - RIAA: Золотой |
| Welcome the Night                           | - Released: 20 февраля 2007 (США) - Лейбл: Sanctuary - Формат: CD, LP, Цифровая дистрибуция | 85               | —                | 84               | 68               | 198              |                 |
| «—» означечает, что альбом не попал в чарт. |                                                                                             |                  |                  |                  |                  |                  |                 |

### Живые альбомы
| Название          | Детали альбома                                                                         |
| ----------------- | -------------------------------------------------------------------------------------- |
| Live at the Metro | - Released: 24 февраля 2004 (США) - Лейбл: Columbia - Формат: CD, Цифровая дистрибуция |

### Видео альбомы
| Название                | Детали альбома                                            |
| ----------------------- | --------------------------------------------------------- |
| Live at Capitol Milling | - Released: 1 июля 2004 (США) - Лейбл: Sony - Формат: DVD |

### Синглы
| Название                                  | Год  | Наивысшая позиция в чартах | Наивысшая позиция в чартах | Наивысшая позиция в чартах | Наивысшая позиция в чартах | Наивысшая позиция в чартах | Наивысшая позиция в чартах | Наивысшая позиция в чартах | Наивысшая позиция в чартах | Наивысшая позиция в чартах | Наивысшая позиция в чартах | Продажи      | Альбом            |
| Название                                  | Год  | US                         | US Adult                   | US Alt.                    | US Main. Rock              | US Pop                     | AUS                        | GER                        | NZ                         | SWI                        | UK                         | Продажи      | Альбом            |
| ----------------------------------------- | ---- | -------------------------- | -------------------------- | -------------------------- | -------------------------- | -------------------------- | -------------------------- | -------------------------- | -------------------------- | -------------------------- | -------------------------- | ------------ | ----------------- |
| «Rock 'N' Roll High School»               | 2003 | —                          | —                          | —                          | —                          | —                          | —                          | —                          | —                          | —                          | —                          |              |                   |
| «In This Diary»                           | 2003 | —                          | —                          | 11                         | —                          | —                          | —                          | —                          | —                          | —                          | —                          |              | So Long, Astoria  |
| «The Boys of Summer»                      | 2003 | 20                         | 18                         | 2                          | 36                         | 10                         | 24                         | 45                         | 17                         | 87                         | 49                         | - RIAA: Gold | So Long, Astoria  |
| «The Saddest Song»                        | 2003 | —                          | —                          | 27                         | —                          | —                          | —                          | —                          | —                          | —                          | —                          |              | So Long, Astoria  |
| «Not Capable of Love»                     | 2006 | —                          | —                          | —                          | —                          | —                          | —                          | —                          | —                          | —                          | —                          |              | Welcome the Night |
| «And We All Become Like Smoke»            | 2007 | —                          | —                          | —                          | —                          | —                          | —                          | —                          | —                          | —                          | —                          |              | Welcome the Night |
| «—» означает, что песня не попала в чарт. |      |                            |                            |                            |                            |                            |                            |                            |                            |                            |                            |              |                   |